# Государственный Эрмитаж. Путеводители по выставкам
«Государственный Эрмитаж. Путеводители по выставкам» — серия книг-путеводителей по тематическим выставкам, экспонировавшимся в залах Государственного Эрмитажа в Ленинграде. Выходили в 1950-х годах под общей редакцией директора Эрмитажа профессора М. И. Артамонова (1898—1972) в Государственном издательстве «Искусство» (Москва—Ленинград). Составлялись и редактировались научными сотрудниками соответствующих профильных отделов музея. В серийном оформлении выходил также «Краткий путеводитель по музею».

## Книги серии
1953
- Героическое военное прошлое русского народа: Путеводитель по выставке / Сост. А. В. Помарнацкий; Под общ. ред. проф. М. И. Артамонова; Государственный Эрмитаж. — М.: Искусство, 1953. — 62 с. — (Государственный Эрмитаж. Путеводители по выставкам). — 15 000 экз. (обл.)

1954
- Архитектура Петербурга—Ленинграда в памятниках изобразительного искусства и архитектурных чертежах: Путеводитель по выставке / Составители: Л. В. Антонова, Т. М. Соколова; Ред. В. Н. Васильев; Под общ. ред. проф. М. И. Артамонова; Государственный Эрмитаж. — М.: Искусство, 1954. — 68 с. — (Государственный Эрмитаж. Путеводители по выставкам). — 20 000 экз. (обл.)
- Государственный Эрмитаж: Краткий путеводитель по музею / Сост. П. Ф. Губчевский; Ред. Д. Д. Тимофеев; Под общ. ред. проф. М. И. Артамонова; Государственный Эрмитаж. — М.: Искусство, 1954. — 128 с. — (Государственный Эрмитаж. Путеводители по выставкам). — 25 000 экз. (обл.)

1955
- Западноевропейское оружие XV - XVII вв.: Путеводитель по выставке / Сост. О. Э. Михайлова; Ред. Б. А. Шелковников; Под общ. ред. проф. М. И. Артамонова; Оформление художника В. М. Бомаш; Государственный Эрмитаж. — М.: Искусство, 1955. — 60 с. — (Государственный Эрмитаж. Путеводители по выставкам). — 10 000 экз. (обл.)
- Искусство Англии XVII - XIX вв.: Путеводитель по выставке / Ред. В. Ф. Левинсон-Лессинг; Под общ. ред. проф. М. И. Артамонова; Государственный Эрмитаж. — М.: Искусство, 1955. — 38 с. — (Государственный Эрмитаж. Путеводители по выставкам). — 10 000 экз. (обл.)
- Искусство Германии XV - XIX вв. и Австрии XVIII - XIX вв.: Путеводитель по выставке / Ред. В. Ф. Левинсон-Лессинг; Под общ. ред. проф. М. И. Артамонова; Государственный Эрмитаж. — М.: Искусство, 1955. — 82 с. — (Государственный Эрмитаж. Путеводители по выставкам). — 10 000 экз. (обл.)
- Искусство Италии XIV - XVIII вв. и Испании XVI - XVIII вв.: Путеводитель по выставке / Составители: Н. А. Лившиц, Т. Д. Фомичёва, И. М. Левина; Ред. В. Ф. Левинсон-Лессинг; Под общ. ред. проф. М. И. Артамонова; Государственный Эрмитаж. — М.: Искусство, 1955. — 160 с. — (Государственный Эрмитаж. Путеводители по выставкам). — 20 000 экз. (обл.)
- Искусство Нидерландов, Фландрии и Голландии XV-XVIII вв.: Путеводитель по выставке / Под общ. ред. проф. М. И. Артамонова; Государственный Эрмитаж. — М.: Искусство, 1955. — 116 с. — (Государственный Эрмитаж. Путеводители по выставкам). — 20 000 экз. (обл.)
- Искусство Франции XV - нач. XX вв.: Путеводитель по выставке / Под общ. ред. проф. М. И. Артамонова; Государственный Эрмитаж. — М.: Искусство, 1955. — 120 с. — (Государственный Эрмитаж. Путеводители по выставкам). — 10 000 экз. (обл.)

1956
- Государственный Эрмитаж: Краткий путеводитель по музею / Сост. П. Ф. Губчевский; Под общ. ред. проф. М. И. Артамонова; Государственный Эрмитаж. — Изд. 2-е. — М.: Искусство, 1956. — 160 с. — 50 000 экз. (обл.)